# فيريفور
فيريفور (يُشار إليه أحيانًا باسم فيروفور) هو كائن حي يحصل على الطاقة والمواد الغذائية من استهلاك الفيروسات. فيريفور هي عملية موصوفة جيدًا حيث تستهلك الكائنات الحية، وخاصة الطلائعيات غير المتجانسة،  ولكن أيضًا بعض المَتْزَوِيّات (باللاتينية: metazoans) تَستهلك الفيروسات كمصدر للتغذية.

## الآثار البيئية
الفيروسات هي الكائنات البيولوجية الأكثر وفرة في النظم الإيكولوجية المائية. على سبيل المثال، تحتوي الفيروسات البحرية على وفرة نموذجية لملايين الجسيمات لكل مل، مع وفرة مماثلة في المياه العذبة، وهي غنية بشكل خاص بالفوسفور والنيتروجين. وقد قُدر استنادًا إلى معدلات الرعي في الموقع، أنه عند وجود وفرة طبيعية من البكتيريا والفيروسات، يمكن لراعي البروتستان الحصول على ما يصل ٩% من الكربون و١٤% من النيتروجين و٢٨% من الفوسفور الذي توفره البكتيريا. إضافةً إلى ذلك، تمكنت هالتيريا من زيادة وفرة المياه العذبة عندما كان مصدرها الوحيد للغذاء هو فيروس الكلوروفيروس الكبير الذي يصيب طحالب المياه العذبة الخضراء في البيئات. مع أن الفيروسات يمكن أن تكون مصدرًا غذائيًا مهمًا لبدائيات التغذية غير المتجانسة، إلا أنها في المياه الطبيعية لا تكون عادةً بتركيزات عالية بما يكفي لتكون مصدرًا رئيسيًا للإزالة الفيروسية، ومع ذلك، في المنطقة القاعية، قد يكون للمَتْزَوِيّات دور أكبر في إزالة الفيروسات.